# Selezioni giovanili della nazionale maschile di pallacanestro dell'Azerbaigian
Le selezioni giovanili della nazionale di pallacanestro dell'Azerbaigian sono gestite dalla Federazione cestistica dell'Azerbaigian e partecipano ai tornei cestistici internazionali per squadre nazionali, limitatamente a specifiche classi d'età.

## Under-20
Rappresenta i migliori giocatori di nazionalità azera di età non superiore ai 20 anni. Partecipa a tutte le manifestazioni internazionali giovanili di pallacanestro per nazioni gestite dalla FIBA.
Nel 1992, La nazionale azera ha partecipato al primo campionato di categoria sotto le insegne della CSI.

Con la nascita della propria nazionale, ha sempre partecipato ai Campionati Europei di Division B.

## Under-18
Rappresenta i migliori giocatori di nazionalità azera di età non superiore ai 18 anni. Partecipa a tutte le manifestazioni internazionali giovanili di pallacanestro per nazioni gestite dalla FIBA.
Fino al 1991 ha fatto parte della selezione di categoria sovietica.

Nel 1992, ha partecipato al campionato di categoria sotto le insegne della CSI.

Con la nascita della propria nazionale, ha partecipato ai Campionati Europei di Division B e di Division C.

## Under-16
Rappresenta i migliori giocatori di nazionalità azera di età non superiore ai 16 anni. Partecipa a tutte le manifestazioni internazionali giovanili di pallacanestro per nazioni gestite dalla FIBA.
Fino al 1991 ha fatto parte della selezione di categoria sovietica.

Con la nascita della propria nazionale, ha partecipato ai Campionati Europei Division C.